# Candle records
La Candle Records è stata un'etichetta indipendente australiana fondata a Melbourne nel 1994 su iniziativa di Chris Crouch e del gruppo musicale The Simpletons.
Nei tredici anni di attività l'etichetta ha prodotto oltre 100 dischi, tutti di band della scena locale di Melbourne. La Candle Records è stata poi chiusa il 31 marzo 2007, a seguito di un annuncio del fondatore Chris Crouch sul sito ufficiale. Per celebrarne la chiusura venne promosso un tour delle band sotto contratto nella costa est australiana: prima Brisbane, poi Sydney e infine il concerto conclusivo a Melbourne

## Artisti principali
- The Guild League
- Darren Hanlon
- The Lucksmiths
- Jodi Phillis
- Ruck Rover
- Anthony Atkinson
- Rob Clarkson
- Cuddlefish
- The Dearhunters
- Richard Easton
- The Girls From The Clouds
- Golden Rough
- The Mabels
- Mid-State Orange
- Tim Oxley
- The Simpletons
- The Small Knives
- Stella One Eleven
- Weave